# Aonyx congicus
Aonyx congicus е вид хищник от семейство Порови (Mustelidae). Видът не е застрашен от изчезване.

## Разпространение
Разпространен е в Ангола, Габон, Демократична република Конго, Екваториална Гвинея, Камерун, Руанда, Уганда и Централноафриканска република.